# Naviglio Interno
Le Naviglio Interno est un canal artificiel de défense du centre historique de la ville de Padoue, chef lieu de  la province du même nom de la région de Vénétie en Italie du nord. 

## Histoire
Le Naviglio Interno de Padoue était l'antique canal qui entourait le centre de la cité. Le canal est dérivé du tronçon principal de fleuve Bacchiglione à la hauteur du Castello di Padova et se raccordait à celui-ci par l’écluse des Porte Contarine, pour donner ensuite origine au canale Piovego. Le Naviglio Interno était traversé par de nombreux ponts d’époque romaine et servait de fossé pour la ceinture de muraille orientale.
Actuellement le vieux Naviglio Interno n’est plus parcourable, puisque couvert et ensablé dans les années 1950. Son tracé correspond aux actuelles via « Riviera Ponti Romani » et « Riviera Tito Livio. »
Sur la paroi externe de l'Oratorio delle Porte Contarine (horaire des porte Contarine) une plaque rappelle les prix originaux fixés pour le transit dans les écluses de navigation.

## Tourisme
- Les anciennes murailles érigées de 1513 à 1544 sur 12 km de long, le bastion et l’ancien port fluvial.
- La Porte du Portello (ou Porta Vénezia ou Porta Ognissanti), érigée en 1518.
- Le Pont du « Corso del Popolo ».
- Les écluses de navigation des portes Contarine.